# Croy (Suíça)
Croy é uma comuna da Suíça, situada no distrito de Jura-Nord Vaudois, no cantão de Vaud. Tem 4,48 km² de área e sua população em 2018 foi estimada em 406 habitantes.